# 何もないけど空は青い
『何もないけど空は青い』（なにもないけどそらはあおい）は、原作：西森博之、作画：飯沼ゆうきによる日本の漫画。『週刊少年サンデー』（小学館）にて、2014年16号から2015年38号まで連載された。
未知のバクテリアによって金属が腐敗する時代が訪れ、人類が混乱に陥った世界での高校生を描いた物語で、『今日から俺は!!』『天使な小生意気』などで知られる西森博之が初めて原作を担当した作品である。
『いつわりびと◆空◆』を連載していた飯沼ゆうきが作画担当になった経緯について飯沼は自身のブログで、『いつわりびと◆空◆』の連載終了後、西森が原作担当のコンペ会議の話を担当編集者から聞き、『今日から俺は!!』世代で、以前から原作付きの作画の仕事に興味があったため参加したところ、作画担当に採用されたという。

## あらすじ
隕石が撒き散らした塵により、地球上では得体のしれない生命体が増殖していた。それは恐ろしい速度で鉄を、金属を分解し続け、世界は文明崩壊の危機を迎えていた。治安は乱れ、食料危機が発生し、争いが絶えなくなってしまった時代の中、主人公・仁吉は街の異変に困惑しながらも生活してゆく。

## 登場人物

### 主要人物
河守 仁吉（かわかみ じんきち）
本作の主人公。
高校二年生。大らかでやや呑気な性格。剣道部所属でインターハイに出場したことがあり、雪辱に燃えていた。華羅に好意を抱いている。玲菜を保護している。身長180cm。
七ノ宮 華羅（しちのみや から）
本作のヒロイン。
高校二年生。弓道部所属。気が強いが誰もが認めるイイ女で、流行に流されず、自分を持ち、女子からもモテている。

### 仁吉グループ
重原 風斗（しげはら かざと）
華羅の幼馴染。華羅が心配で東京から逃げ出してきた。
玲菜（れな）
捨てられていた子供。仁吉に保護される。

### その他の人物
真山 新太郎（まやま しんたろう）
仁吉とは中学からの付き合い。大惨事でもエロや笑いを優先できる違った意味でスゴイ奴。

## 書誌情報
- 西森博之（原作）・飯沼ゆうき（作画） 『何もないけど空は青い』 小学館〈少年サンデーコミックス〉
  1. 2014年7月18日発売、ISBN 978-4-09-125068-1
  2. 2014年10月17日発売、ISBN 978-4-09-125364-4
  3. 2014年12月18日発売、ISBN 978-4-09-125419-1
  4. 2015年3月18日発売、ISBN 978-4-09-125629-4
  5. 2015年6月18日発売、ISBN 978-4-09-125849-6
  6. 2015年9月18日発売、ISBN 978-4-09-126229-5
  7. 2015年11月18日発売、ISBN 978-4-09-126482-4